# غرانت إستس
غرانت إستس (بالإنجليزية: Grant Estes)‏ هو عازف قيثارة وموسيقي أمريكي، ولد في 7 فبراير 1963 في سان دييغو في الولايات المتحدة.

## وصلات خارجية
- غرانت إستس على موقع ميوزك برينز (الإنجليزية)
- غرانت إستس على موقع ديسكوغز (الإنجليزية)